# 九三学社中央委员会
九三学社中央委员会，简称九三中央、九三学社中央，是九三学社全国代表大会选举产生的中央领导机构。现任主席为武维华。

## 历届九三学社中央

### 第十四届中央委员会（2017年12月－2022年12月）
- 主席：武维华
- 常务副主席：邵　鸿
- 副主席：张桃林、赖　明、丛　斌、赵　雯（女）、卢　柯、印　红（女）、黄润秋、潘建伟、刘忠范
- 秘书长：印　红（-2020年4月）、刘晓梅（2020年4月-）
- 常务委员：马秀珍（女）、王林旭、支建华、卢　柯、丛　斌、印　红（女）、过建春（女）、朱程清（女）、刘忠范、刘政奎、刘晓梅（女）、刘新乐、严　俊、杜德志、杨　佳（女）、杨　玲（女）、李　彬、李华栋、李青山、李学林、张大方、张少康、张亚忠、张桃林、陈永川、姒健敏、邵　鸿、武维华、金　李、周　岚（女）、庞　达、孟庆海、赵　雯（女）、赵金云（女）、赵海英（女）、洪捷序、屈　谦、秦顺全、贾殿赠、徐国权、黄宗洪、黄润秋、葛会波、葛均波、程　林、赖　明、潘建伟、郝　跃（2018年12月-）、杨　丹（2020年12月-）、李丽萍（2020年12月-）、钱　锋（2020年12月-）

### 第十五届中央委员会（2022年12月－）
- 主席：武维华（第十四届全国人大常委会副委员长）
- 常务副主席：邵　鸿（第十三、十四届全国政协副主席）
- 副主席：丛　斌、卢　柯、黄润秋、潘建伟、刘忠范、刘政奎、葛均波、赵　静（女）、刘晓梅（女）
- 秘书长：刘晓梅
- 常务委员：于仁杰、马秀珍（女）、王　俊、王长平、王汝芳、卢　柯、叶正波、丛　斌、过建春（女）、朱春云（女）、朱程清（女）、刘　涛（女）、刘忠范、刘政奎、刘晓梅（女）、孙运锋、李丽萍（女）、李青山、李学林、李景虹、杨　丹、杨　佳（女）、杨同光、冷向阳、沈红雨（女）、张　伟（女）、张　旭、张少康、张凤宝、张福麟、陈化兰（女）、陈赤平、邵　鸿、武维华、金　李、周　岚（女）、庞　达、屈　谦、孟庆海、赵　静（女）、赵金云（女，2024年11月免去[3]）、秦顺全、钱　锋、高　岭、黄润秋、彭健铭、葛会波、葛均波、程　林、潘建伟